# Edna Cardozo Dias
Edna Cardozo Dias é uma advogada e professora brasileira que junto com Laerte Levai, Heron José de Santana Gordilho, Danielle Tetu, Paula Brügger, Sônia Felipe, Tagore Trajano, entre outros, faz parte do grupo de professores pioneiros na ampliação de direito fundamentais para além da espécie humana. Trabalha nos campos de estudo denominados de Direito Ambiental e Direito Animal, sendo responsável por ministrar a primeira disciplina jurídica especializada no estudo da legislação de proteção dos animais.

## Biografia
Bacharel em Direito no ano de (1967), pela Faculdade Mineira de Direito da Pontifícia Universidade Católica de Minas Gerais, após obter os títulos de especialista em Criminologia pela Academia de Polícia Civil de Minas Gerais e especialista em Direito Público pelo Centro Universitário de Sete Lagoas (UNIFEMM), ela concluiu seu doutorado em Direito em (2000) na Universidade Federal de Minas Gerais com a tese Tutela Jurídica dos Animais, sob orientação do professor Arthur Diniz. 
Em 1983, a advogada Edna Cardozo Dias foi uma das fundadoras da Liga de Prevenção da Crueldade contra os Animais (LPCA), uma ativa organização não-governamental voltada para a conservação do meio ambiente e, em especial, para assistir, defender e proteger os animais não humanos.
Entre 1985 a 1987, ela foi Procuradora do Município de Ouro Preto. Em seguida, exerceu o cargo de Assessora Jurídica ds Secretaria Estadual de Ciência, Tecnologia e Meio ambiente de Minas Gerais de 1987 até 2006.
Edna Dias possui histórica atuação tanto nos campos profissionais do Direito Ambiental e do Direito Público, quanto no ativismo em favor da proteção dos animais, tendo, inclusive, participado durante a década de 1980 em audiências públicas da Comissão de Meio Ambiente da Assembléia Nacional Constituinte como representante na sociedade civil, sendo marcante sua fala em 05 de junho de 1987 no Auditório Nereu Ramos, em Brasília, quando defendeu a inserção da proteção animal na Constituição Federal. Há autores que sustentam ter essa articulação política sido uma mobilização importante para que fosse incluída a proibição de crueldade contra os animais na Constituição Brasileira de 1988.
Como um desdobramento desse ativismo animalista, Edna Cardozo Dias exerceu o cargo de Vice-presidente para as Américas da Organization Internationale pour la Protection des Animaux.
Em 1994, ela foi agraciada com a Comenda do Mérito Ambiental Chico Mendes concedida pela Câmara Municipal de Belo Horizonte.
Poucos anos depois, a Assembléia Legislativa do Estado de Minas Gerais lhe homenagearia no ano de 1998 ao concedê-la a Comenda do Mérito Legislativo.
Durante vários mandatos, foi presidente da Comissão de Direito dos Animais da Ordem dos Advogados do Brasil/Seção de Minas Gerais (OAB/MG).
Profissional e academicamente, Edna Cardozo Dias é uma jurista com atuação especializada nos campos do Direito Ambiental e do Direito Animal, tendo escrito diversas obras jurídicas nesses campos.
Lecionou em diversas instituições de ensino superior, tendo sido professora de direito na Pontifícia Universidade Católica de Minas Gerais, onde ensinou no ano de 2001, de forma pioneira, a disciplina Tutela Jurídica dos Animais, primeira disciplina especializada no Direito Animal, no Centro Universitário Newton Paiva e no curso de Direito da Universidade FUMEC.
Em 2013, foi professora visitante na estrangeira Universidade Nacional do Nordeste, situada em Corrientes, na Argentina.
Integra o corpo editorial da Revista Brasileira de Direito Animal desde 2006 e do conselho editoral da revista Fórum de Direito Urbano e Ambiental, desde 2005.
Na condição de divulgadora do Direito Animal no Brasil, Edna Dias foi presidente do Instituto Abolicionista Animal entre os anos de 2016 a 2018.

## Liga de Prevenção da Crueldade contra os Animais
A Liga de Prevenção da Crueldade contra os Animais (LPCA) é uma organização não-governamental fundada em Minas Gerais no ano de 1983 por Edna Dias junto com Maria Irene de Mello Neves.
Esta ONG atuou de maneira concomitante com articulação política e com conscientização social, tendo atuado, para atingir a sua meta de defesa da fauna, uma postura de colaboração crítica com os órgãos governamentais na implementação de medidas de proteção aos animais e desenvolvimento de programas de educação ambiental para conscientização da população.
Outro aspecto destacado da LPCA foi o seu envolvimento em diversas ações contra a prática científica da vivissecção, principalmente pela conscientização educacional contra a crueldade existente na experimentação animal.
A LPCA teve importante papel no lobby em favor da proteção dos animais tendo participado em 1984 de discussões para a criminalização da crueldade contra os animais no Projeto de Reforma do Código Penal Brasileiro e em 1987 das discussões da Comissão de Meio Ambiente da Assembléia Nacional Constituinte.
Εm 1989, a LPCA editou boletim com a proposta de um projeto de lei de criminalização da crueldade contra os animais, tendo entregue este projeto ao ministro da Justiça na época, Bernardo Cabral. Durante toda a década de 1990, propostas similares seriam entregues para várias comissões, agentes públicos e parlamentares, até que em 1998 parte dessas contribuições viessem a influenciar na previsão de um artigo que proíbe os atos cruéis, abusivos e maus-tratos contra os animais na Lei de Crimes Ambientais.

## Obras

### Livros publicados
- DIAS, E. C. Crimes Ambientais. Contagem, MG: Littera Maciel, 1996.
- DIAS, E. C. O liberticídio dos animais. Contagem, MG: Littera Maciel, 1997.
- DIAS, E. C. SOS Animal. Belo Horizonte: Liga de Prevenção da Crueldade contra o Animal, 1998.
- DIAS, E. C. Manual de Crimes Ambientais. Belo Horizonte: Mandamentos, 1999.
- DIAS, E. C. A tutela jurídica dos animais. Belo Horizonte: Mandamentos, 2000. (2º edição publicada em 2018 por editora independente)
- DIAS, E. C. Manual de Direito Ambiental. 2. ed. Belo Horizonte: Mandamentos, 2003.
- DIAS, E. C. Patrimônio Histórico e Turístico. Belo Horizonte: Santa Clara, 2009.
- DIAS, E. C. Direito Ambiental no Estado Democrático de Direito. Belo Horizonte: Editora Forum, 2013.
- DIAS, E. C. (Org.); SALLES, Alvaro Angelo (Org.). A defesa dos animais sob uma perspectiva ética, histórica e jurídica. Belo Horizonte: 3i Editora, 2017.
- DIAS, E. C. (Org.); SALLES, Alvaro Angelo (Org.). Direito Animal na Contemporaneidade. Belo Horizonte: 3ieditora, 2018.

### Principais artigos e capítulos publicados
- DIAS, E. C. Amor aos animais. Estado de Minas (Caderno especial comemorativo ao Dia do Meio Ambiente), Belo Horizonte, p. 4, 06 jun. 1990.
- DIAS, E. C. Fatos verídicos mostram que animais tem sentimentos. Manchete Rural - Editora Bloch, Rio de Janeiro - RJ, p. 57, 01 out. 1992.
- DIAS, E. C. Crimes Ambientais. Revista Acadepol - Academia de Polícia Civil de Minas Gerais, Belo Horizonte, p. 15 - 18, 01 fev. 1994.
- DIAS, E. C. Direito de Propriedade Intelectual e Biodiversidade. Revista Cearense Independente do Ministério Público, Fortaleza, v. 3, n.1, p. 65-78, 1999.
- DIAS, E. C. O advogado do novo milenio. In: Mario Antonio Lobato de Paiva (Org.). A importância do advogado para o Direito, a justiça e a sociedade. Rio de Janeiro: Forense, 2000, p. 153-156.
- DIAS, E. C. A Inconstitucionalidade da Lei da Caça do Paraná. Revista Cearense Independente do Ministério Público, Fortaleza, v. 1, n.5, p. 85-94, 2000.
- DIAS, E. C. Aspectos da Gestão de Recursos Hídricos. Revista do Curso de Direito Fumec, Belo Horizonte, v. 1, n.1, p. 105-120, 2002.
- DIAS, E. C. O terceiro setor e o meio ambiente. Revista do Instituto dos Advogados de Minas Gerais, v. 11, p. 167-183, 2005.
- DIAS, E. C. Direito Agrário e Reforma Agrária. In: João Eduardo Lopes, Márcia Walquíria Batista dos Santos (Org.). Direito do Agronegócio. Belo Horizonte: Forum, 2005, p. 483-503.
- DIAS, E. C. O animal como sujeito de direitos. Revista Brasileira de Direito Animal, Salvador, v. 1, p. 119-122, 2006.
- DIAS, E. C. Gestão das florestas públicas. Meritum (FUMEC), v. 2, p. 281-300, 2007.
- DIAS, E. C. A defesa dos animais e as conquistas legislativas do movimento de proteção animal no Brasil. Revista Brasileira de Direito Animal, Salvador, v. 2, p. 149-168, 2007.
- DIAS, E. C. Democracia e meio ambiente. Fórum de Direito Urbano e Ambiental, Belo Horizonte, v. 36, p. 46-55, 2007.
- DIAS, E. C. Direito dos animais e isonomia jurídica. Revista Brasileira de Direito Animal, Salvador, v. 3, p. 107-118, 2007.
- DIAS, E. C. Áreas especialmente protegidas e o Projeto-Lei 5.367/2009 (o Código Ambiental Brasileiro). Revista Brasileira de Direito do Agronegócio, v. 2, p. 117-131, 2009.
- DIAS, E. C. Códigos morais e os animais. Revista Brasileira de Direito Animal, Salvador, v. 5, p. 125-143, 2009.
- DIAS, E. C. Política Nacional de Turismo e Patrimônio Cultural e Turístico Brasileiros.. Revista Magister de Direito Imobiliário, Registral, Urbanístico e Ambiental, v. 21, p. 85-95, 2009.
- DIAS, E. C. Leis e animais: direitos ou deveres?. Revista Brasileira de Direito Animal, Salvador, v. 8, p. 277-290, 2011.
- DIAS, E. C. Sociedade Civil e Meio Ambiente. In: Maria Augusta Ferreira; Talden Farias; Lúcio Flávio Ribeiro Cirne (Org.). Direito Ambiental: uma perspectiva ambientalista. Recife: Fundação dos Santos Abranches - Universidade Católica de Pernambuco, 2011, v. 01, p. 17-30.
- DIAS, E. C. A fundamentalidade dos direitos dos animais no Estado de direitos e deveres. Fórum de Direito Urbano e Ambiental, Belo Horizonte, v. 55, p. 41-45, 2011.
- DIAS, E. C. Teoria dos direitos dos animais. In: Sebastien kiwonghi Bizawu (Org.). Direito dos animais: desafios e perspectivas da proteção internacional. Belo Horizonte: Arraes, 2015, v. 1, p. 32-53.
- DIAS, E. C. A evolução dos direitos dos animais na adoutrina e legislação brasileira. In: Araújo, Fernando. (Org.). O estatuto dos Animais - na ciência, na ética e no direito. 6ed., 2017, v. 6, p. 47-79.
- DIAS, E. C. Os animais no Código Civil no Brasil e no Direito Comparado. Revista Magister de Direito Ambiental e Urbanístico, v. 13, p. 19-46-46, 2018.
- DIAS, E. C. Natureza jurídica dos Animais. In: Salles, Alvaro Angelo; Dias Edna Cardozo. (Org.). Direito Animal na contemporaneidade. Belo Horizonte: 3ieditora, 2018, p. 39-76.
- DIAS, E. C.; SALLES, Alvaro Angelo. Animal Rights Theory from the Legal and Bioethical Perspectives. dA. Derecho Animal (Forum of Animal Law Studies), Barcelona, v. 10, n. 3, p. 30-46, 2019.